# Emil Botta
Emil Botta (n. 15 septembrie 1911, Adjud, Putna, România – d. 24 iulie 1977, București, România) a fost un poet, prozator și actor român. Este absolvent al Academiei Regale de Artă Dramatică din București (1932).

## Biografie
Este fratele eseistului Dan Botta, precum și fiul medicului Theodor Botta și al Aglaiei. Clasele primare le face la Adjud, dar la 15 ani fuge de acasă pentru a deveni actor. Urmează apoi Conservatorul de Artă Dramatică din București, în perioada 1929-1932. Devine actor al Teatrului Național din București, după mai mulți ani petrecuți pe unele scene de provincie. La Național joacă în roluri de excepție: Werther, Iago, Macbeth, Unchiul Vania, Ion din Năpasta etc. Aparent anacronic, el își juca mai cu seamă glasul. Era făcut parcă mai degrabă pentru tragediile antice, decât pentru teatrul contemporan. Avea pe masca actoricească imprimată acea damnațiune caracteristică artiștilor luciferici, blestemați, înrăiți întru geniu, cu spirit necontrolabil la prima investigație.
A debutat cu poemul Strofă ultimă în revista lui Tudor Arghezi Bilete de papagal în 1929. Emil Botta a făcut parte din grupul intitulat „Corabia cu ratați”, din care s-au desprins și filozoful Emil Cioran și dramaturgul Eugen Ionescu. A fost poetul preferat al generației Criterion; pentru versurile sale, Mircea Eliade, Emil Cioran, Nicolae Steinhardt aveau un adevărat cult. Este autorul unei poezii negre, existențialiste, cu personaje dintr-o mitologie proprie a morții, în consonanță cu filozofia Trăirismului interbelic. E un poet al măștilor, eul liric se devoalează prin toate aceste personaje, rezultând o comedie a morții și a neputinței.. În 1937 îi apare la „Fundațiile regale pentru literatură și artă” întâiul volum, premiat, intitulat: „Întunecatul april”. Timbrul original al acestei poezii încântă critica. Vladimir Streinu („cloșca cu puii de aur”, cum l-a numit Șerban Cioculescu) distinge în această apariție „semnele noi de lirism”, în contextul în care marii lirici interbelici ajungeau la apogeu.
Urmează, apoi, volumul „Pe-o gură de rai” (1943), Ciclul Vineri (1971) – în vol. „Versuri” și „Un dor fără spațiu” (1976). În 1938 sunt editate prozele din „Trântorul”. Asemenea lui Alexandru Philippide, Emil Botta a scris relativ puțină poezie. Spațiul său poetic este, însă, inconfundabil. Botta a lucrat în singurătate desăvârșită, ca un uvrier cvasi-anonim, la o construcție poetică de primă mărime.

## Despre operele sale
Asumându-și, ca și fratele său Dan, spectrul melodic al culturii noastre populare arhaice, alături de marile nuanțe tragice ale culturii poetice universale, el a reușit pe acest fond să desfășoare un mare joc poetic, rol în care își avea propria damnațiune. Poetul a venit cu o întreagă recuzită din marile teatre spirituale ale lumii, invocând Himera și Fantazarea luptând și lucrând pentru ele ca simplu soldat sau imperator, spre o desăvârșire făcută în numele Artei.
Știința acestei poezii este „Știința ciocârliei/ care trece vămile pustiei”. Cântecul lui este în apropierea aceluia bacovian. La autorul „Plumbului” este invocat „decemvre”, la Botta „bate novembre pădurile moarte”. El este altfel și eminescian. Codrii lui Botta nu au euritmiile valurilor marine, ci austeritatea statuară a singurătății: „Și singur e codru acuma și-n veci”.
Pare un poet al legendelor acest poet în tulburătorul său discurs: „Rob codru, cum te suferi supus/ și vânzării dat singurel sub lună?/ O, frățâie, de-am fi împreună/ pe muntele Daciei, în lumina de sus!”
„Dor” și „Neliniște” nu sunt doar două tragice dar fermecătoare stări poetice, caracteristice marilor filosofi și artiști, mai mult: două mari personificări, vecini ai noștri de totdeauna, ei sunt „doi români”. Sub razele lor se desfășoară întreaga ceremonie poetică a lui Emil Botta. Poetul își așează glasul după farmecul propriei melancolii. Gesturile sunt hamletiene, dar vorbele rămân românești, aproape de invocațiile haiducești din doinele și baladele populare: „Dulciule, ascuncule-n tăcere,/ pământe, pământe, vere,/ fă-te cristalin și morții tăi/ vedea-i-aș ca florile-n văi”.
Prozele din volumul „Trântorul” fac parte din aceeași zonă a gândirii poetice emilbotteiene. Spectrul „damnării” motiv incurabil al întregii sale beletristici este aici mai vehement ca oriunde. Personajul tutelar se „repaușează estetic, abandonându-se febril unei neînfrânte trăiri în ficțiune” (C. Robu). Gustul unei astfel de proze este învățat, probabil de la Franz Kafka, tradus la noi, în epocă, de către Felix Aderca.
Emil Botta este unu dintre poeții mari ai liricii noastre, fiind între clasicii interbelici și generația războiului (grupările Albatros și Cercul literar de la Sibiu) un pisc. Mai apropiat de ultimii decât de primii, el aparține, paradoxal, mai cu seamă întâilor. Între poezia lui Ion Vinea, de pildă, și a lui Emil Botta, șansa istoriei literare șade de partea „Întunecatului april” decât de aceea a „Orei fântânilor”.
Pentru că Emil Botta este, de fapt, cel mai artist dintre poeții români, nu atât la nivel lexical, cât mai cu seamă la acela al viziunilor. Emil Botta a fost însăși efigia poetului. Opera sa poetică și-a păstrat semeția singurătății pe care o avea poetul în viață.
În selecția de Poeme din 1974, excepționale sunt cele treisprezece poeme, publicate pentru prima oară în volum. Avem de-a face cu niște legende simbolice ori cu niște parabole despre destinul artistului, rătăcit într-un „vis rău” , în care a murit de mii de ori, fără a fi apucat să dea de veste din acele „moarte pustii”, echivalente cu Gomora, sau „canonit” ca Ion Vodă Armanul, „trunchiatul cumplit”, prefăcut în pasăre, „sălbăticiune de aer”.
A fost actor al Teatrului Național din București, jucând în numeroase piese, printre care Othello în regia lui Nicolae Massim și filme, inclusiv în Reconstituirea, celebrul film al regizorului Lucian Pintilie, în care a interpretat rolul procurorului Paveliu.

## Familie
A fost căsătorit o perioadă de timp cu actrița Maria Mimi Botta.

## Opera (selectiv)

### Versuri
- Întunecatul April, 1937 (scris în urma unei colaborări la revista Vremea)
- Pe-o gură de rai, 1943 (rezultatul unei colaborări cu Universul literar)
- Poezii, 1966
- Versuri (cu un ciclu inedit, Vineri), 1971
- Poeme, 1974
- Un dor fără sațiu, 1976

### Proză
- Trântorul, 1938 (ediția a II-a, 1967)

## Premii
- Premiul Fundațiilor Regale (1937)
- Premiul „Mihai Eminescu” al Academiei Române (1967)

## Distincții
- Ordinul „Meritul Cultural” în gradul de Medalie cl. I, pentru teatru (23 septembrie 1942)[6]
- Ordinul Muncii clasa a II-a (23 ianuarie 1953) „pentru merite deosebite, pentru realizări valoroase în artă și pentru activitate merituoasă”[7]
- titlul de Artist emerit al Republicii Populare Romîne (3 noiembrie 1956) „pentru merite deosebite în activitatea artistică”[8]
- Ordinul „Meritul Cultural” clasa a III-a (6 noiembrie 1967) „pentru merite deosebite în domeniul artei dramatice”[9]
- Ordinul Muncii clasa I (1971) „pentru merite deosebite în opera de construire a socialismului, cu prilejul aniversării a 50 de ani de la constituirea Partidului Comunist Român”.[10]

## Filmografie
- Se aprind făcliile (1939)
- Bijuterii de familie (1958)
- Viața nu iartă (1959)
- Când primăvara e fierbinte (1960)
- Poveste sentimentală (1961)
- S-a furat o bombă (1962)
- Pași spre lună (1964)
- Pădurea spînzuraților (1965)
- De-aș fi... Harap Alb (1965)
- Șah la rege (1965)
- Răscoala (1966)
- Faust XX (1966)
- Lettre a Carla (1967)
- Dacii (1967)
- Subteranul (1967)
- Reconstituirea (1968)
- Columna (1968)
- Realitatea ilustrată (serial TV, 1969)
- Dincolo de nisipuri (1974)
- Mastodontul (1975)
- Premiera (1976)

## Moștenire
- Festivalul național de poezie „Emil Botta” organizat în Adjud din 2011.[11][12][13][14][15]
- Poezia visului, spectacol al coregrafei Miriam Răducanu pe versuri din opera poetului, inițiat în 2008, nominalizat pentru Premiul special al Senatului UNITER în 2014.[16][17][18]